# Oleg Alejnik
Oleg Igorevič Alejnik (in russo Олег Игоревич Алейник?; Gukovo, 8 febbraio 1989) è un calciatore russo, centrocampista svincolato.

## Caratteristiche tecniche
È un centrocampista offenisvo.

## Carriera
Cresciuto nel settore giovanile del Rotor, ha trascorso i primi dieci anni della propria carriera fra seconda e terza divisione russa dove ha collezionato oltre 250 presenze con le maglie di Metallurg Lipeck, Rotor, Olimpija Volgograd, Volgar' Astrachan', Kuban' e SKA-Chabarovsk. Al termine della stagione 2019-2020 è stato promosso in Prem'er-Liga dopo aver vinto il campionato con il Rotor, e l'11 agosto 2020 ha debuttato in massima serie disputando l'incontro perso 2-0 contro lo Zenit San Pietroburgo.

## Palmarès

### Club

#### Competizioni nazionali
- Campionato russo di seconda divisione: 1

Rotor: 2019-2020